# Tři do tanga
Tři na tango (v originále Three to Tango) je americká filmová komedie z roku 1999, kterou režíroval Damon Santostefano. Snímek měl světovou premiéru dne 19. října 1999.

## Děj
Podnikatel Charles Newman jedná o významné zakázce s architekty Oscarem Novakem a Peterem Steinbergem. Newman se mylně domnívá, že Novak je homosexuál a Steinberg je heterosexuál, zatímco ve skutečnosti je tomu naopak. Požádá proto Oscara, aby hlídal jeho milenku Amy, se kterou podvádí svou ženu. Novak navštíví výstavu umění, kde zachrání před zničením skleněnou plastiku, jejíž autorkou je Amy. Oscar se do Amy zamiluje. Protože ale nechce přijít o práci, předstírá před svým okolím, že je gay.
Následky však nenechají na sebe dlouho čekat. Oscar je zvolen gay podnikatelem roku. Jeho přátelé i rodiče jsou v šoku. Oscar však ve své děkovné řeči při předávání ceny oznámí, že vůbec není gay.

## Obsazení
| Matthew Perry    | Oscar Novak      |
| Neve Campbellová | Amy Post         |
| Dylan McDermott  | Charles Newman   |
| Oliver Platt     | Peter Steinberg  |
| Cylk Cozart      | Kevin Cartwright |
| John C. McGinley | Strauss          |
| Bob Balaban      | Decker           |
| Deborah Rush     | Lenore           |
| Kelly Rowan      | Olivia Newman    |
| Rick Gomez       | Rick             |